# La Paz (Agusan del Sur)
Pour les articles homonymes, voir La Paz (homonymie).
La Paz est une municipalité de la province d'Agusan del Sur, aux Philippines.